# Slnečný štát
Slnečný štát é um filme de drama eslovaco de 2005 dirigido e escrito por Martin Šulík. Foi selecionado como representante da Eslováquia à edição do Oscar 2006, organizada pela Academia de Artes e Ciências Cinematográficas.

## Elenco
- Oldrich Navrátil - Karel
- Ivan Martinka - Tomás
- Lubo Kostelný - Vinco
- Igor Bares - Milan
- Anna Cónová - Tereza
- Petra Spalková - Marta
- Anna Sisková - Vilma
- Lucie Zácková - Eva